# Еллсворт Келлі
Еллсворт Келлі (англ. Ellsworth Kelly; 1 травня 1923 — 27 грудня 2015) — американський художник, скульптор і гравер, у напрямках живопис жорстких країв, живопис кольорового поля та мінімалізмом. Його роботи демонструють невибагливі техніки, що підкреслюють лінію, колір і форму, схожі на роботи Джона Маклафліна та Кеннета Ноланда. Келлі часто використовувала яскраві кольори. Жив і працював у Спенсертавні, Нью-Йорк .

## Дитинство
Келлі народився другим сином із трьох дітей Аллана Гав Келлі та Флоренс Роуз Елізабет (Ґітенс) Келлі в Ньюбурґу , Нью-Йорк, приблизно в 96 кілометрах на північ від Нью-Йорка. Його батько був керівником страхової компанії шотландсько-ірландського та німецького походження. Його мати була колишньою шкільною вчителькою валлійського та німецького походження. Його родина переїхала з Ньюбурґа до міста Ораделл, штат Нью-Джерсі, з населенням майже 7500 осіб. Його сім'я жила біля водосховища Ораделл, де його бабуся по батьківській лінії познайомила його з орнітологією, коли йому було вісім-дев'ять років.
Там він розвинув свою пристрасть до форми та кольору. Особливо сильний вплив на творчість Келлі протягом усієї його кар'єри мав Джон Джеймс Одубон . Автор Юджин Гуссен припустив, що дво- та триколірні картини (такі як «Три панелі: червоно-жовто-блакитний», I (англ. Three Panels: Red Yellow Blue, I) 1963), якими Келлі прославився, можна віднести до його спостережень за птахами та вивчення двох- та трьох- кольорових птахів, яких він часто бачив у ранньому віці. Келлі сказав, що в дитинстві він часто був один і став певною мірою «одинаком». У нього було легке заїкання, яке зберігалося в підлітковому віці.

## Освіта
Келлі відвідувала державну школу, де на уроках мистецтва робили акцент на матеріалах і прагнули розвивати «художню уяву». Ця навчальна програма була типовою в шкільній освіті, яка виникла з теорій прогресивної освіти, оприлюднених педагогічним коледжем Колумбійського університету, в якому викладав американський художник-модерніст Артур Уеслі Доу. Хоча його батьки не бажали підтримувати навчання Келлі мистецтву, його шкільна вчителька Дороті Ланге Опсут заохочувала його йти далі. Оскільки його батьки платили лише за технічну підготовку, Келлі спочатку навчався в Інституті Пратта в Брукліні, який він відвідував з 1941 року до того, як його призвали в армію на Новий рік 1943 року. 

## Військова служба
Після вступу на військову службу в США в 1943 році Келлі попросив, щоб його зарахували до 603-го інженерного камуфляжного батальйону, куди входило багато художників. Він був прийнятий у Форт-Дікс, штат Нью-Джерсі, і відправлений до Кемп-Гейл, штат Колорадо, де він тренувався з гірськолижними військами. Раніше він ніколи не катався на лижах. Через шість-вісім тижнів його перевели до Форт-Міду, штат Меріленд. Під час Другої світової війни разом з іншими художниками та дизайнерами він служив у обманному підрозділі, відомому як Армія привидів. Солдати-привиди використовували надувні танки, вантажівки та інші хитрощі, щоб ввести в оману сили Осі щодо напрямку та дислокації сил Союзників. Його знайомство з військовим камуфляжем під час служби стало частиною його мистецької підготовки. Келлі служив у підрозділі з 1943 року до кінця європейської фази війни.

## Післявоєнна освіта
Келлі використовував G.I. Bill (закон США, що надав пільги військовослужбовцям, які повернулись із Другої світової війни) для навчання в 1946-47 роках у Школі Музею образотворчих мистецтв у Бостоні, де він користувався колекціями музею, а потім у Вищій національній школі витончених мистецтв у Парижі. Перебуваючи в Бостоні, він брав участь у своїй першій груповій виставці в галереї Бориса Мирського та викладав уроки мистецтва в Norfolk House Center у Роксбері . Перебуваючи в Парижі, Келлі усталив свою естетику. Він нечасто відвідував заняття, але занурювався в багаті художні ресурси французької столиці. У 1948 році він прослухав лекцію Макса Бекмана про французького художника Поля Сезанна і того ж року переїхав до Парижа. Там він зустрів своїх співвітчизників-американців Джона Кейджа та Мерса Каннінгема, які досліджували музику та танці відповідно; французький художник- сюрреаліст Жан Арп; і скульптор-абстракціоніст Костянтин Бранкуші, чиє спрощення природних форм справило на нього тривалий вплив. Досвід відвідування таких митців, як Альберто Магнеллі, Франсіс Пікабіа, Альберто Джакометті та Жорж Вантонгерлоо в їхніх студіях, був також значним.

## Кар'єра
Після шести років перебування за кордоном французька мова Келлі все ще була поганою, і він продав лише одну картину. У 1953 році його вигнали зі студії, і наступного року він повернувся до Америки. Його цікавість повернулась після того, як прочитав рецензію на виставку Ада Рейнхардта, художника, з роботами якого він відчував свою спорідненість. Після повернення до Нью-Йорка він виявив, що світ мистецтва «дуже жорсткий». Хоча Келлі зараз вважається суттєвим новатором і учасником американського мистецького руху, багатьом було важко знайти зв'язок між мистецтвом Келлі та домінуючими стилістичними тенденціями. У травні 1956 року Келлі мав свою першу виставку в Нью-Йорку в галереї Бетті Парсонс . Його мистецтво вважалося більш європейським, ніж було популярним у Нью-Йорку того часу. Він повторив показ експозиції у галереї восени 1957 року. Три його твори: «Atlantic, Bar» і «Painting in Three Panels» були відібрані та показані на виставці Музею американського мистецтва Вітні «Молода Америка 1957» (англ. Young America 1957). Його роботи вважалися кардинально відмінними від робіт інших двадцяти дев'яти художників. «Painting in Three Panels», наприклад, був особливо відзначений; тогочасні критики поставила під сумнів створення ним твору з трьох полотен. Наприклад, Майкл Плант сказав, що найчастіше багатопанельні елементи Келлі були тісними через обмеження щодо встановлення, що зменшувало взаємодію між елементами та архітектурою кімнати.
Зрештою Келлі переїхав із Coenties Slip, що на Мангеттені де він іноді ділив студію з колегою-художницею та подругою Агнес Мартін, на дев'ятий поверх багатоповерхової студії/кооперативу Hotel des Artistes на 27 West 67th Street.
У 1970 році Келлі переїхав з Нью-Йорка до Спенсертавна, а в 1984 році до нього приєднався його партнер, фотограф Джек Шир. З 2001 року і до самої смерті Келлі працював у студії площею 20 000 квадратних футів у Спенсертавні, яку реконструював і розширив архітектор Річард Ґлакман . Келлі та Шир переїхали в 2005 році до резиденції, яку вони ділили до смерті художника, обшитого деревом колоніального будинку, побудованого приблизно в 1815 році. Шир є директором Фонду Елсворта Келлі. У 2015 році Келлі подарував свою концепцію дизайну будівлі Музею мистецтв Блантона Техаського університету в Остіні. Під назвою «Остін» кам'яна будівля площею 2715 квадратних футів, яка має вікна з кольорового скла, тотемну дерев'яну скульптуру та чорно-білі мармурові панелі, є єдиною будівлею, спроектованою Келлі, і є його наймонументальнішою роботою. Остін, який Келлі спроектував тридцять років тому, відкрився в лютому 2018 року.
Келлі помер в Спенсертавні, штат Нью-Йорк, 27 грудня 2015 року у віці 92 років .

### Живопис
Перебуваючи в Парижі, Келлі продовжував малювати фігури, але в травні 1949 року він написав свої перші абстрактні картини. Спостерігаючи, як світло розсіюється на поверхні води, він намалював Сену (картина "Seine", 1951), складену з випадково розташованих чорних і білих прямокутників. У 1951 році він розпочав серію з восьми колажів під назвою «Кольори спектру, упорядковані випадково від I до VIII». Він створив його, використовуючи пронумеровані аркуші паперу; кожен стосувався кольору, одного з вісімнадцяти різних відтінків, які розміщувалися на сітці 40 дюймів на 40 дюймів. У кожному з восьми колажів використовувався інший процес.
Відкриття Келлі в 1952 році пізніх робіт Моне наділило його новою свободою художнього вираження: він почав працювати в надзвичайно великих форматах і досліджував поняття серійності та монохромних картин. Відтоді як художник він працював у виключно абстрактному режимі. Наприкінці 1950-х років його живопис підкреслював форму та площинні маси (часто приймаючи непрямолінійні формати). Його роботи цього періоду також забезпечили міст від авангардної американської геометричної абстракції 1930-х і початку 1940-х років до мінімалізму та редуктивного мистецтва середини 1960-х і 1970-х років. Наприклад, рельєфна картина Келлі «Блакитна табличка» (1962) була включена до основної виставки 1963 року «До нової абстракції» в Єврейському музеї.
У 1960-х роках почав працювати з полотнами під неправильним кутом. Yellow Piece (1966), перше формоване полотно художника, являє собою відмову Келлі від прямокутної опори та його переосмислення співвідношення фігура/основа картини. Завдяки вигнутим кутам і єдиному, всеохоплюючому кольору, саме полотно стає композицією, перетворюючи стіну за ним на основу картини.

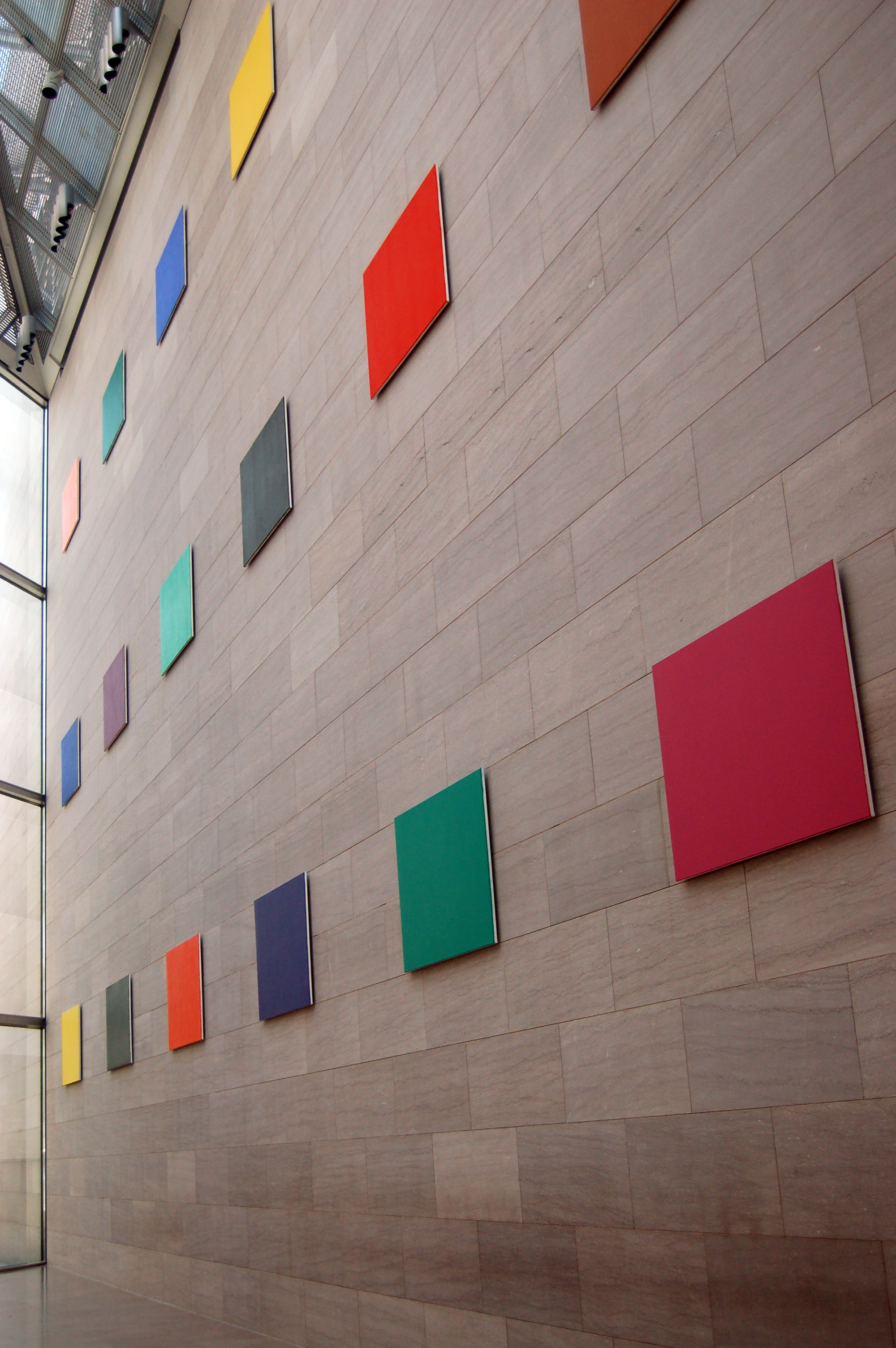
Кольорові панелі для великої стіни (1978) у Національній галереї мистецтв у 2022 році

У 1970-х він додав до свого репертуару вигнуті форми. Green White (1968) знаменує собою дебютну появу трикутника у творчості Келлі, форми, яка повторюється протягом усієї його кар'єри; картина складається з двох чітких одноколірних полотен, які встановлені одне на одне: масштабна перевернута зелена трапеція розташована вертикально над меншим білим трикутником, утворюючи нову геометричну композицію.
Після виїзду з Нью-Йорка до Спенсертавна в 1970 році він орендував колишній театр у сусідньому містечку Чатем, що дозволило працювати в студії, більш просторій, ніж будь-яка з тих, які він займав раніше. Пропрацювавши там протягом року, Келлі приступив до серії з 14 картин, які потім стали Серією Чатема (англ. Chatham Series).
Більша серія з дванадцяти робіт, яку Келлі розпочав у 1972 році та не завершив до 1983 року, «Сірий» (англ. Gray) спочатку був задуманий як антивоєнна заява та знебарвлення. У 1979 році він використав криві в двоколірних картинах, складених з окремих панелей.

Посилаючись на свою власну роботу, Келлі сказав в інтерв'ю в 1996 році: «Я думаю, що ми всі хочемо від мистецтва — це відчуття фіксованості, відчуття протистояння хаосу щоденного життя. Це, звичайно, ілюзія. Полотно гниє. Фарба змінює колір. Але ви продовжуєте намагатися заморозити світ, ніби можете зробити так, щоб він тривав вічно. У певному сенсі те, що я намагався вловити, — це реальність потоку, зберегти мистецтво відкритою, незавершеною ситуацією, щоб отримати захоплення від бачення»
Келлі прокоментував: «Я зрозумів, що не хочу складати зображення… Я хотів їх знайти. Я відчував, що моє бачення шукає речі там, у світі, та представляє їх. Для мене найбільше цікавило дослідження сприйняття. Було стільки всього на що подивитися, і все це здавалося мені фантастичним»

### Літографії та малюнки
Келлі представив малюнки рослин і квітів з кінця 1940-х років. Айлант (англ. Ailanthus) (1948) — перший малюнок рослини, який він виконав у Бостоні, Гіацинт (Hyacinth) (1949) — перший, який він зробив, коли був у Парижі. Починаючи з 1949 року, живучи в Парижі (під впливом Анрі Матісса та Жана Арпа), він почав малювати прості форми рослин і водоростей. Дослідження рослин — це, здебільшого, контурні малюнки листя, стебел і квітів, виконані чистими штрихами олівцем або пером і розташовані по центру сторінки.
Він узгоджено зайнявся естампою в середині 1960-х років, коли створив свою Сюїту з двадцяти семи літографій (Suite of Twenty-Seven Lithographs) (1964–66) у Парижі. Саме тоді він створив свою першу групу рослинних літографій. З 1970 року він співпрацював переважно з Gemini GEL. Його перша серія з 28 трансферних літографій під назвою «Suite of Plant Lithographs» поклала початок корпусу, який згодом виросте до 72 відбитків і незліченних малюнків листя. У 1971 році він завершив чотири видання відбитків і видання багаторазового Дзеркального Конкорда (Mirrored Concorde) в Gemini GEL. Його Пурпурний/Червоний/Сірий/Оранжевий (Purple/Red/Gray/Orange) (1988), довжиною вісімнадцять футів, може бути найбільшою одноаркушевою літографією в історії. Його останні видання «The River», «States of the River» і «River II» відображають захоплення водою, якою Келлі був одержимий із перших днів свого перебування в Парижі. У 1975 році Келлі був першим художником, який виставлявся для серії MATRIX Музею мистецтв Wadsworth Atheneum. На виставці була представлена серія малюнків Келлі «Стебло кукурудзи» та дві його скульптури зі сталі Cor-ten 1974 року.

### Скульптура

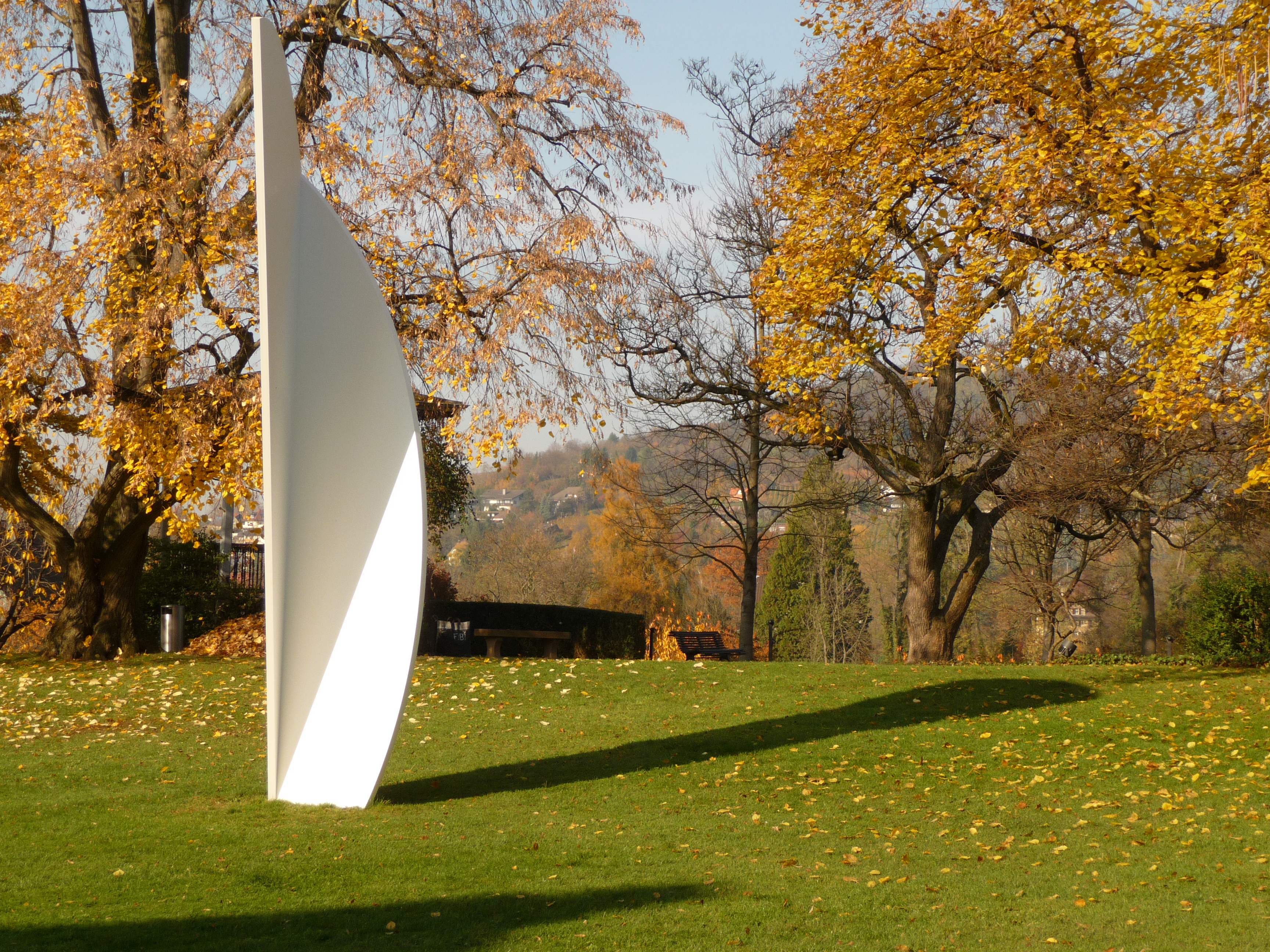
Білі криві (2002), виготовлені з білого алюмінію, у саду Фонду Бейєлер у Ріені, Швейцарія

Хоча Келлі, можливо, більш відомий своїми картинами, він також працював над скульптурою протягом усієї своєї кар'єри. У 1958 році Келлі задумав одну зі своїх перших дерев'яних скульптур, Concorde Relief I (1958). За свою творчість він виконав 30 скульптур з дерева. З 1959 року він створював окремо стоячі складені скульптури. Серія «Рокер» почалася в 1959 році після випадкової розмови Келлі з Агнес Мартін, яка жила під ним на Коентіс Сліп у Нижньому Мангеттені. Граючи паперовою кришкою чашки для кави, Келлі вирізав і склав частину круглого предмета, який потім поклав на стіл і погойдував вперед-назад. Незабаром після цього він побудував свою першу круглу скульптуру «Поні». Назва відноситься до дитячої іграшки-гойдалки у вигляді коника з вигнутими опорами для коромисла.
У 1973 році Келлі почав регулярно створювати великомасштабні скульптури на відкритому повітрі. Келлі відмовився від пофарбованих поверхонь, натомість вибрав нелаковану сталь, алюміній або бронзу, часто в тотемних конфігураціях, таких як Крива XXIII (1981). Тоді як тотемні форми його окремо стоячих скульптур можуть досягати 15 футів у висоту, його настінні рельєфи можуть охоплювати більше 14 футів завширшки. Скульптура Келлі «заснована на дотриманні абсолютної простоти та ясності форми». Для своїх скульптур 1980-х років, протягом цього періоду його перебування в Спенсертавні, митець вперше присвятив стільки ж енергії скульптурам, скільки живописові, і в процесі творення зі 140-ка понад шістдесят відсотків від загальної кількості скульптури.
Келлі створив свої твори, використовуючи послідовність ідей щодо різних форм. Він міг почати з малюнка, покращити малюнок, щоб створити відбиток, узяв відбиток і створив окремий твір, який потім перетворив на скульптуру. Його скульптури мають бути абсолютно простими, і їх можна швидко розглянути, часто лише з одного погляду. Глядач спостерігає гладкі, плоскі поверхні, відокремлені від простору, що їх оточує. Це відчуття плоскості та мінімалізму ускладнює розрізнення між переднім планом і фоном. «Блакитний диск Келлі» був включений до основної виставки 1966 року в Єврейському музеї в Нью-Йорку під назвою «Первинні структури» разом із багатьма значно молодшими художниками, які тільки почали працювати з мінімалістичними формами. 

### Стиль
Вільям Рубін зазначав, що «розвиток Келлі був рішуче внутрішньоспрямованим: ані реакцією на абстрактний експресіонізм, ані результатом діалогу з його сучасниками». Багато його картин складаються з одного (зазвичай яскравого) кольору, а деякі полотна мають неправильну форму, іноді їх називають „фігурними полотнами“.

### Впливи
Військовий досвід Келлі вважається джерелом серйозності його робіт. Під час служби в армії Келлі піддавався впливу та впливу камуфляжу, з яким працював його конкретний батальйон. Це навчило його використовувати форму та тінь, а також побудову та деконструкцію видимого. Це було фундаментальним для його ранньої освіти як художника. Ральф Коберн, друг Келлі з Бостона, познайомив його з технікою автоматичного малювання, коли був у Парижі. Келлі прийняла цю техніку створення зображення, не дивлячись на аркуш паперу. Ці прийоми допомогли Келлі послабити його стиль малювання та розширити його сприйняття того, що він вважав мистецтвом. Під час свого останнього року в Парижі Келлі був хворий і також страждав від депресії; Сімс вважав, що це вплинуло на його переважне використання чорно-білого в той період.
Захоплення Келлі Анрі Матіссом і Пабло Пікассо помітно в його роботах. Він навчився дивитися на речі по різному та працювати в різних середовищах через їхнє натхнення. Піт Мондріан вплинув на необ'єктивні форми, які він використовував як у своїх картинах, так і в скульптурах. Мистецтво та архітектура романської та візантійської епох на Келлі вперше вплинули під час навчання в Парижі. Його знайомство з сюрреалізмом і неопластицизмом вплинуло на його творчість і змусило його випробувати абстракцію геометричних форм.

### Кураторство
У 2014 році Келлі організував показ малюнків Матісса в Художньому музеї коледжу Маунт-Холіок у Саут-Гедлі, штат Массачусетс . У 2015 році він курував „Моне/Келлі“ в Інституті мистецтв Кларка .
У 1990 році Келлі був куратором виставки „Вибір художника: Фрагментація Елсворта Келлі та єдина форма“ в Музеї сучасного мистецтва.

## Особисте життя
У 1956 році він познайомився з Робертом Індіаною, який оселився в одній будівлі, і вони стали партнерами. Келлі став його наставником. Вони розлучилися приблизно в 1964 році. Однією з причин було використання Індіаною слів у своїх картинах, і Келлі вважав таку техніку негідною високого мистецтва.
З 1984 року і до самої смерти Келлі жив зі своїм чоловіком, фотографом Джеком Широм, який є директором Фонду Елсворта Келлі.

## Художні роботи (вибірка)

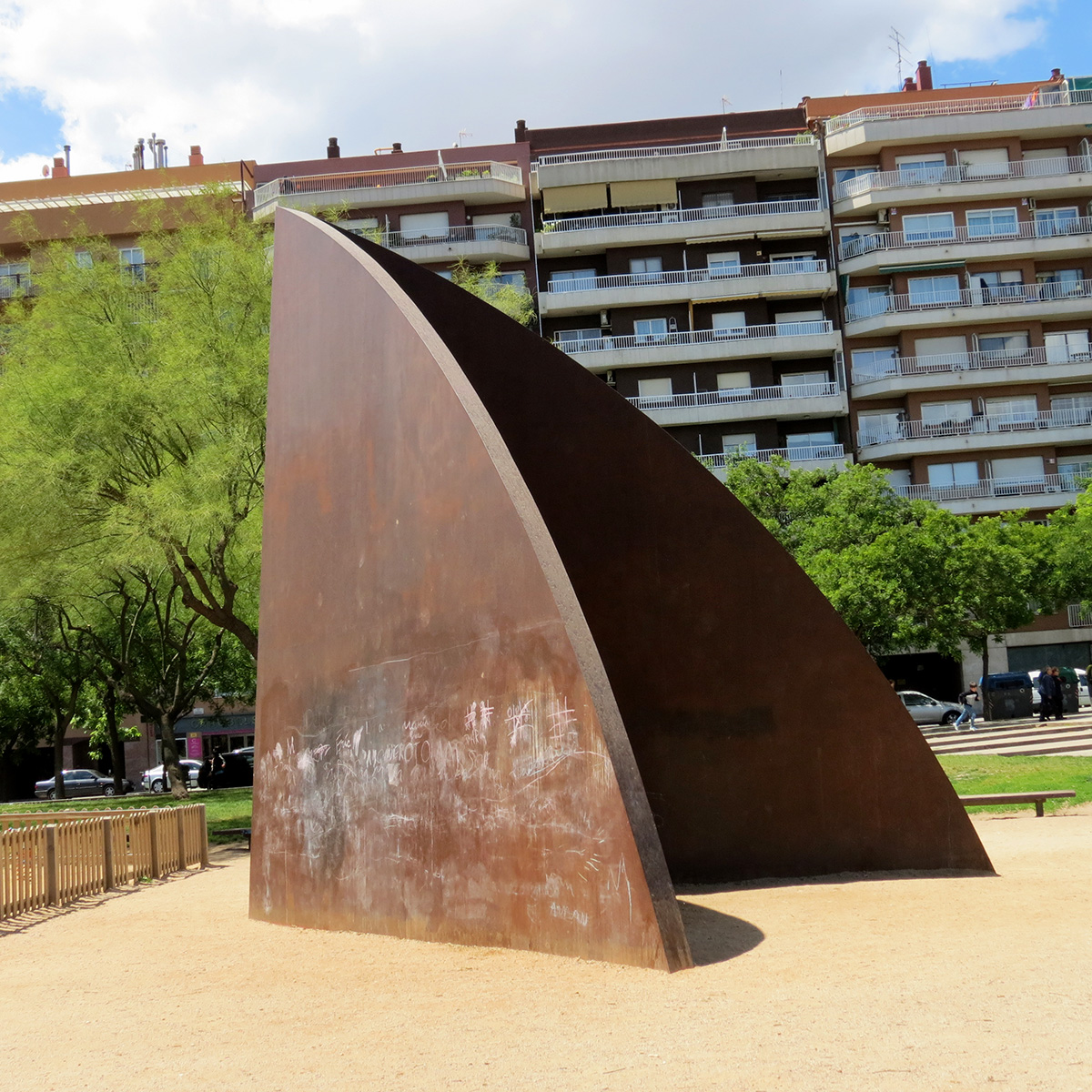
Скульптура двогранної форми, Барселона

- Червоний жовтий синій білий і чорний, червоний жовтий синій білий і чорний II 1953, полотно, олія, Чиказький художній інститут, Чикаго
- Білий диск, Білий диск III 1961, олійна фарба по дереву, Чиказький художній інститут, Чикаго
- Вікно, Музей сучасного мистецтва, Париж, 1949, полотно, олія та дерево, приватна колекція
- Спектр кольорів, упорядкований випадково, 1951–53, олія на дереві, Музей сучасного мистецтва Сан-Франциско
- Black Ripe, 1955, полотно, олія, колекція Гаррі В. та Мері Маргарет Андерсон
- Скульптура для великої стіни, 1956–57, анодований алюміній, Музей сучасного мистецтва, Нью-Йорк
- Червоний апельсин (Інки), 1959, полотно, олія, Wadsworth Atheneum, Hartford
- Червоний синій зелений, 1963, полотно, олія, Музей сучасного мистецтва, Сан-Дієго
- Curve IX, 1974, полірований алюміній, приватна колекція
- Х'юстонський триптих, 1986, бронза, Музей образотворчих мистецтв, Х'юстон
- Три панелі: помаранчевий, темно-сірий, зелений, 1986, полотно, олія, Музей сучасного мистецтва, Нью-Йорк
- Червоні криві, 1996, полотно, олія, приватна колекція
- High Yellow, 1960, полотно, олія, Музей мистецтв Блантона в Остіні, Техас
- Дев'ять квадратів 1976–77, полотно, олія, колекція Тейт
- „Спектр VIII“ (2014), полотно, акрил, 12 з'єднаних панелей, Фонд Louis Vuitton, Париж
- Остін, 2015, структура, Музей мистецтв Блантона в Остіні, Техас
- У Барселоні зберігаються скульптури Елсворта Келлі (1987). Фрагмент його серії „Тотем“ стоїть біля входу в Parc de la Creueta del Coll . Plaça del General Moragues, невелика площа біля мосту Bac de Roda, прикрашена двома частинами: ще одним тотемом і двогранною скульптурою.[52]

## Виставки
Перша персональна виставка Келлі відбулася в Galerie Arnaud, Париж, у 1951 році. Його перша персональна виставка в Нью-Йорку відбулася в галереї Бетті Парсонс у 1956 році. У 1957 році він показав свої роботи на груповій виставці в галереї Ferus, Лос-Анджелес. У 1959 році він був включений до новаторської виставки Музею сучасного мистецтва „Шістнадцять американців“. Келлі запросили на бієнале в Сан-Паулу в 1961 році. Пізніше його робота була включена в документацію в 1964, 1968, 1977, 1992 роках. Кімната його картин була включена до Венеційської бієнале 2007 року.
Перша ретроспектива Келлі відбулася в Музеї сучасного мистецтва в 1973 році. Відтоді його роботи були визнані на численних ретроспективних виставках, включаючи виставку скульптур у Музеї американського мистецтва Вітні, Нью-Йорк, у 1982 році; виставка робіт на папері та показ його друкованих робіт, які багато подорожували Сполученими Штатами та Канадою в 1987–88 роках; і ретроспективу кар'єри в 1996 році, організовану Музеєм Соломона Р. Ґуґґенгайма, яка відвідала Музей сучасного мистецтва в Лос-Анджелесі, галерею Тейт у Лондоні та Хаус дер Кунст у Мюнхені. Відтоді персональні виставки робіт Келлі проходили в Музеї мистецтв Метрополітен у Нью-Йорку (1998), Музеї мистецтв Фоґґа в Кембриджі (1999), Музеї сучасного мистецтва Сан-Франциско (1988/2002), Музеї мистецтв Філадельфії (2007) і Музей сучасного мистецтва в Нью-Йорку (2007).
У 1993 році в паризькій Національній галереї Jeu de Paume відбулася виставка „Еллсворт Келлі: Французькі роки, 1948–54“, заснована на стосунках художника з містом, яка відбула до Національної галереї мистецтв у Вашингтоні; у 2008 році Музей д'Орсе вшанував Келлі виставкою „Листування: Поль Сезанн Елсворт Келлі“. У 2012 році в Haus der Kunst відбулася перша всеосяжна ретроспектива чорно-білих робіт Келлі .
З нагоди 90-річчя художника у 2013 році Національна галерея мистецтв у Вашингтоні влаштувала виставку його гравюр; Фонд Барнса у Філадельфії об'єднав п'ять скульптур у шоу; колекція Філліпса у Вашингтоні виставляла його панно; та Музею сучасного мистецтва відкрили показ серії „Chatham“.

### Вибрані персональні виставки
- 1951 Келлі Paintures et reliefs Galerie Arnaud, Париж
- 1956 Галерея Бетті Парсонс, Нью-Йорк
- 1957 Галерея Бетті Парсонс, Нью-Йорк
- 1957 Молода Америка 1957, Музей американського мистецтва Вітні, Нью-Йорк
- 1973 Еллсворт Келлі, Музей сучасного мистецтва, Нью-Йорк
- 1977 Еллсворт Келлі: Картини, Галерея Лео Кастеллі, Нью-Йорк
- 1982 Еллсворт Келлі: Скульптура, Музей американського мистецтва Вітні, Нью-Йорк
- 1985 Елсворт Келлі: Біла панель II», High Museum of Art, Атланта
- 1987 Елсворт Келлі: Роботи на папері, Художній музей Форт-Ворт, Форт-Ворт
- 1994 Еллсворт Келлі: Останні картини, Галерея Метью Маркса, Нью-Йорк
- 1996 Еллсворт Келлі: Ретроспектива, Музей Ґуґґенгайма, Нью-Йорк
- 2002 Еллсворт Келлі в Сан-Франциско, Музей сучасного мистецтва Сан-Франциско, Сан-Франциско
- 2003 Елсворт Келлі: Малюнки автопортретів, 1944—1992, Галерея Метью Маркса, Нью-Йорк
- 2006 Еллсворт Келлі: Нові картини, Галерея Метью Маркса, Нью-Йорк
- 2010 Еллсворт Келлі: Малюнки 1954—1962, Інститут сучасного мистецтва Мідлсбро, Мідлсбро, Велика Британія
- 2012 Ellsworth Kelly: Schwarz und Weiss, Музей Вісбадена, Вісбаден
- 2014 Моне | Келлі, Інститут мистецтв Кларка, Вільямстаун, Массачусетс

## Громадські проєкти

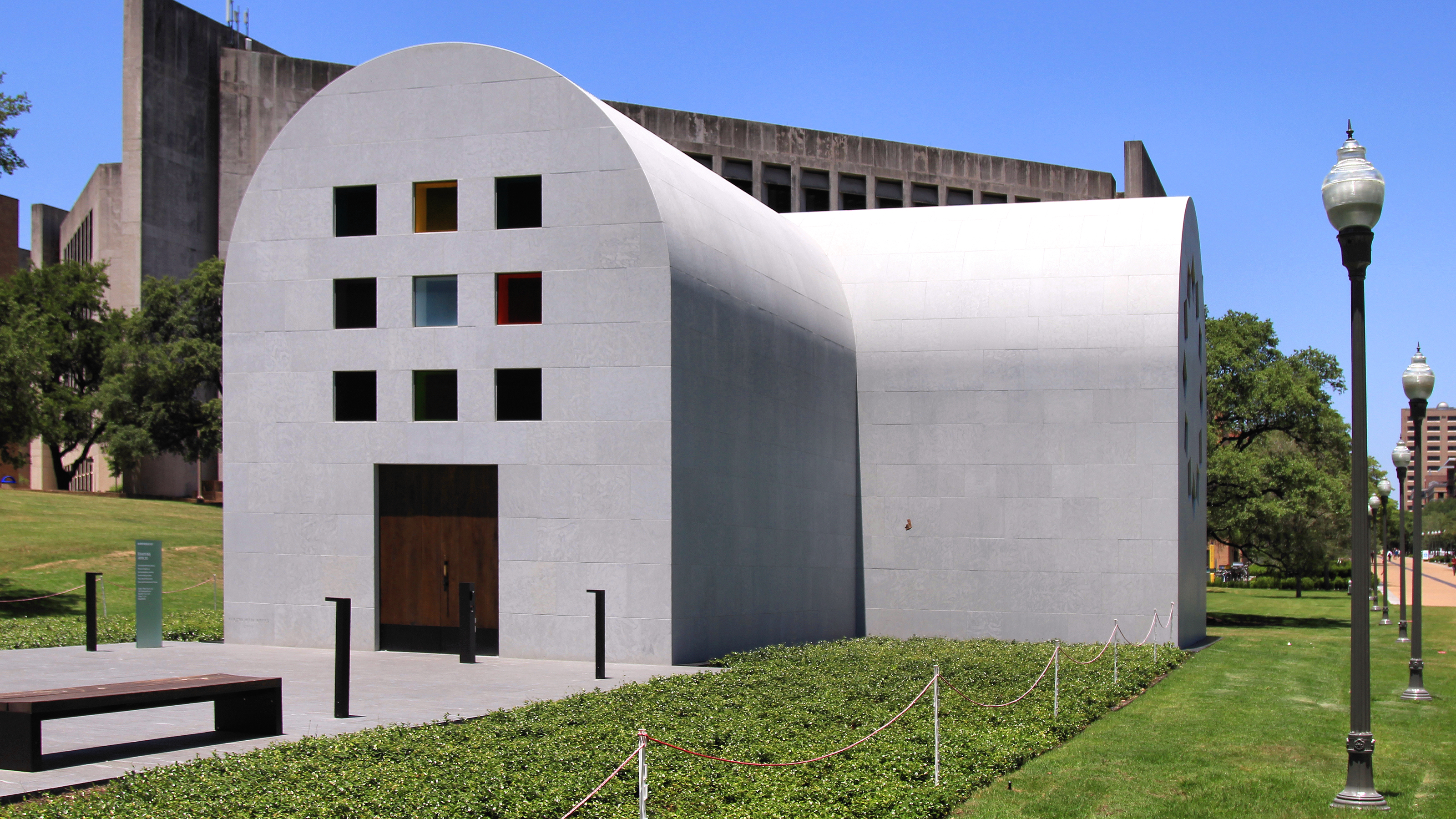
Остін у Музеї мистецтв Блантона, Остін, Техас

У 1957 році Келлі було доручено створити настінну скульптуру довжиною 65 футів для Транспортної будівлі в Пенн-центрі у Філадельфії, його найбільшу роботу на той час. В основному забута, скульптура під назвою «Скульптура для великої стіни» (1957) з часом була демонтована. Відтоді Келлі виконав багато публічних замовлень, зокрема «Крива Райта» (1966), сталеву скульптуру, призначену для постійного встановлення в театрі Пітера Б. Льюїса Ґуґґенгайма; фреска для штаб-квартири ЮНЕСКО в Парижі в 1969 році; Крива XXII (I Will) в Лінкольн-парку в Чикаго в 1981 році; замовлення 1985 року І. М. Пея для будівлі Raffles City у Сінгапурі; Г'юстонський триптих, вертикальні бронзові площини, встановлені на високому бетоні в Музеї образотворчих мистецтв, Г'юстон, у 1986 році; Тотем (1987), скульптура для Parc de la Creueta del Coll, Барселона; Dallas Panels (Blue Green Black Red) (1989) для Morton H. Meyerson Symphony Center, Dallas; скульптура 1989 року для штаб-квартири Nestlé у Веве, Швейцарія; Галія (1993), монументальна скульптура на замовлення Інституту сучасного мистецтва, Нім, Франція; меморіал із двох частин для Меморіального музею Голокосту США, Вашинґтон, округ Колумбія, у 1993 році; і масштабні Берлінські панелі для Німецького Бундестагу, Берлін, у 1998 році. Для Будинку суду США імені Джона Джозефа Моуклі (спроектований Генрі Н. Коббом) у Бостоні він розробив «Бостонські панелі» — 21 алюмінієву панель блискучого кольору, встановлену в центральній ротонді як єдину роботу по всій будівлі.
У 2013 році Еллсворт Келлі отримав замовлення на роботу «Спектр VIII» (завершено в 2014 році) — масштабну багатопанельну картину, що служить завісою для аудиторії, розробленої Френком Ґері у Фонді Луї Віттона в Парижі. (Див. «Ellsworth Kelly», Francesca Pietropaolo ed., Cahiers de la Fondation, № 1, (Париж: Fondation Louis Vuitton, 2014).
Двопанельний «Блакитний чорний» (2001), висотою 28 футів і виготовлений із пофарбованого стільникового алюмінію, був замовлений для Pulitzer Arts Foundation, Сент-Луїс, а масштабний бронзовий «Без назви» (2005) був замовлений спеціально для колекції Phillips. У 2005 році Ренцо Піано замовив Келлі єдину спеціальну роботу для сучасного крила Чиказького художнього інституту . Він створив «Білу криву», найбільшу настінну скульптуру, яку він коли-небудь робив, яка демонструється з 2009 року . У 2008 році Келлі встановив «Берлінський тотем», 40-футову скульптуру з нержавіючої сталі, у дворі посольства Сполучених Штатів у Берліні .
У 1986 році Келлі задумав свою першу окрему будівлю для приватного колекціонера, але це так і не було реалізовано. Тільки в 2015 році Музей мистецтв Блантона придбав його проект кам'яної будівлі площею 2715 квадратних футів, включаючи 14 чорно-білих мармурових панелей і кольорові скляні вікна, плануючи побудувати її на території музею в Техаському університеті, Остін . Будівля була відкрита для відвідування 18 лютого 2018 року. Витвір мистецтва та архітектури, <i id="mwAiw">Остін</i>, вважається кульмінацією кар'єри Келлі.
У 1968 році Келлі було доручено створити велику скульптуру на відкритому повітрі для колекції мистецтв Empire State Plaza Nelson A. Rockefeller в Олбані, штат Нью-Йорк. Скульптура під назвою Yellow Blue була натхненна обстановкою Empire State Plaza, і є найбільшою стоячою скульптурою Келлі дев'ять футів заввишки та майже шістнадцять футів у ширину. Yellow Blue був його першою сталевою скульптурою і залишається єдиною на сьогоднішній день з пофарбованої сталі.

## Колекції
У 1957 році Музей американського мистецтва Вітні придбав картину «Атлантика», на якій були зображені дві білі хвилеподібні дуги на тлі суцільного чорного; це була перша музейна купівля Келлі. Сьогодні його роботи знаходяться в багатьох публічних колекціях, у тому числі в Центрі Помпіду в Парижі, Національному музеї мистецтв королеви Софії в Мадриді, колекції Емпайр Стейт Плаза губернатора Нельсона Рокфеллера в Олбані, Нью-Йорк, і Тейт Модерн, Лондон. У 1999 році Музей сучасного мистецтва Сан-Франциско оголосив, що придбав 22 роботи, картини, настінні рельєфи та скульптури Елсворта Келлі. Їх оцінили в понад 20 мільйонів доларів. У 2003 році колекція Меніла отримала твори Келлі, 188 робіт на папері в рамках, включаючи ескізи, робочі малюнки та колажі. До відомих приватних колекціонерів належать, серед інших, Елі Брод і Гвінет Пелтроу .

## Визнання
- 1963: Нагорода Brandeis Creative Arts Award, Brandeis University, Waltham, Massachusetts
- 1964: Карнегі Інтернешнл
- 1974: член Національного інституту мистецтв і літератури
- 1987: Кавалер ордена мистецтв і літератури[39]
- 1999: Медаль Едварда МакДауеля[68]
- 2000: Praemium Imperiale
- 2013: Почесний доктор гуманних листів Університету Брандейса, Уолтем, Массачусетс
- 2013: Національна медаль мистецтв, вручена Президентом Сполучених Штатів[69]

Келлі також отримав численні почесні ступені, серед інших у Bard College (1996), Annandale-on-Hudson, New York; Королівський коледж мистецтв, Лондон (1997); Гарвардський університет, Кембридж (2003); і коледж Вільямса (2005).

### Поштові марки Келлі
У січні 2019 року Поштова служба Сполучених Штатів оголосила, що в 2019 році буде випущено набір марок на честь творчості Келлі. У прес-релізі USPS визнається новаторство Келлі в «особливому стилі абстракції, заснованому на реальних елементах, зведених до їх основних форм». Представлено десять робіт, зокрема Yellow White, Colors for a Large Wall, Blue Red Rocker, Spectrum I, South Ferry, Blue Green, Orange Red Relief (для Delphine Seyrig), Meschers, Red Blue і Gaza. Набір марок буде випущено 31 травня 2019 року .

## Арт-ринок
Дилер Бетті Парсонс вперше запропонувала йому персональну виставку в 1956 році. У 1965 році, після майже десяти років роботи з Парсонс, він почав виставляти в галереї Сідні Дженіс . У 1970-х і 1980-х роках його роботою займалися Лео Кастеллі та Блум Гельман у Нью-Йорку. У 1992 році він приєднався до галереї Метью Маркса в Нью-Йорку та Лос-Анджелесі та галереї Ентоні д'Оффея в Лондоні. Фасад галереї Маркса в Лос-Анджелесі був натхненний «Етюдом для чорно-білих панелей», колажем, який він зробив, живучи в Парижі в 1954 році, і картиною «Чорне поверх білого». З 1964 року він виготовляв гравюри та видав скульптури в Gemini GEL у Лос-Анджелесі та Tyler Graphics Ltd поблизу Нью-Йорка.
У 2014 році картина Келлі «Червона крива» (1982) була продана на аукціоні Christie's у Нью-Йорку за 4,5 мільйона доларів. Цей аукціонний рекорд для роботи Елсворта Келлі було встановлено картиною з 13 частин «Спектр VI» (1969), яка була продана за 5,2 мільйона доларів на Sotheby's в Нью-Йорку, у Вечір сучасного мистецтва 14 листопада 2007 року.
У листопаді 2019 року Christie's встановив аукціонний рекорд для художника з роботою Red Curve VII, проданою за 9,8 мільйона доларів.